# Nagihan Karadere
Nagihan Karadere (ur. 1 stycznia 1984) – turecka lekkoatletka specjalizująca się w biegach na 400 i 400 metrów przez płotki.
W 2011 zdobyła dwa medale (brąz na 400 i srebro na 400 m przez płotki) podczas mistrzostw krajów bałkańskich. Na Uniwersjadzie zdobyła dwa medale − srebrny w sztafecie 4 x 400 metrów oraz brązowy na 400 m przez płotki. Medalistka mistrzostw Turcji oraz reprezentantka kraju w pucharze Europy i drużynowych mistrzostwach Europy.
Rekordy życiowe: bieg na 400 metrów – 54,60 (21 maja 2007, Izmir); bieg na 400 metrów przez płotki – 55,09 (31 lipca 2011, Ankara), jest to rekord Turcji.